# Boris Stepantsev
Boris Stepantsev (ryska: Борис Степанцев), född 7 december 1929 i Moskva, död 21 maj 1983 i Moskva, rysk filmregissör, bland annat för tecknade filmer, däribland de ryska versionerna av Karlsson på taket från 1968 och 1970.

## Filmografi
| År   | Namn                         | Originalnamn               | Övrigt                                                      |
| ---- | ---------------------------- | -------------------------- | ----------------------------------------------------------- |
| 1956 | Prikljutjenija Murzilki      | Приключения Мурзилки       |                                                             |
| 1957 | Opjat Dvojka                 | Опять Двойка               |                                                             |
| 1958 | Petia i krasnaja sjapotjka   | Петя и красная шапочка     |                                                             |
| 1964 | Petuch i kraski              | Петух и краски             |                                                             |
| 1965 | Vovka v Tridevjatom tsarstve | Вовка в Тридевятом Царстве |                                                             |
| 1968 | Lillebror och Karlsson       | Малыш и Карлсон            | Bygger på Astrid Lindgrens berättelser om Karlsson på taket |
| 1970 | Karlsson är tillbaka         | Карлсон вернулся           | Bygger på Astrid Lindgrens berättelser om Karlsson på taket |
| 1971 | Skripka pionera              | Скрипка пионера            |                                                             |
| 1973 | Sjtjelkuntjik                | Щелкунчик                  | Filmatisering av Nötknäpparen                               |
| 1976 | Mucha Tsokotucha             | Муха - Цокотуха            |                                                             |
| 1982 | Assol                        | Ассоль                     |                                                             |